# Astaenomoechus gilli
Astaenomoechus gilli là một loài bọ cánh cứng trong họ Hybosoridae. Loài này được Vaz de Mello miêu tả khoa học năm 1996.